# 益蘭州
益蘭州，中國元代州名。益蘭是突厥語，意為蛇。因州境山中“見一巨蛇，長數十步，从穴中出飲河水，腥聞數里”，遂以為州名。其地在唐麓嶺北麓，謙河（今葉尼塞河上游小葉尼塞河）南岸。元仁宗以後隸屬于嶺北行省。今屬俄羅斯圖瓦共和國，州治所在今圖瓦共和國首都克孜勒西南。

## 历史
益蘭州在唐代為鐵勒部落都播（今称图瓦）與黠戛斯之地。貞觀二十二年（648年），黠戛斯首領請求內附，唐太宗以其地置堅昆都督府。唐高宗時隸屬于安北都護府。金、元時稱黠戛斯為吉利吉思。成吉思汗統一蒙古後，吉利吉思臣服于蒙古，置千戶所。蒙哥時，吉利吉思為拖雷妻唆魯禾帖尼之封地，後為其子阿里不哥所領。
至元七年（1270年），忽必烈以劉好禮為吉利吉思、昂可剌、撼合納、謙州、益蘭州等五部斷事官，以益蘭州為治所，修築府庫、站赤，屯兵駐守。劉好禮使中原工匠教當地百姓制陶、造船，改變其“以杞柳為杯皿，刳木為槽以濟水”的習俗。益蘭州成爲謙河、昂可剌河（今安加拉河，及葉尼塞河下游）流域的政治經濟中心。至元九年（1272年），宗王脫帖木兒響應窩闊臺後王海都叛亂，佔據益蘭州、謙州。劉好禮被俘，不久被放回。十六年（1279年）劉好禮再次被叛軍所執，次年南逃回大都。三十年（1293年），吐吐哈收復益蘭州等五部，遷其部分人口于遼陽、大都、山東等地。

### 引用
1. ↑  《元史·地理志》